# Böttingen (powiat Tuttlingen)
Böttingen – miejscowość i gmina w Niemczech, w kraju związkowym Badenia-Wirtembergia, w rejencji Fryburg, w regionie Schwarzwald-Baar-Heuberg, w powiecie Tuttlingen, wchodzi w skład wspólnoty administracyjnej Spaichingen. Leży w Jurze Szwabskiej, w Parku Natury Górnego Dunaju, ok. 6 km na północny zachód od Spaichingen.